# Vụ đắm phà Nam Nha, 2012

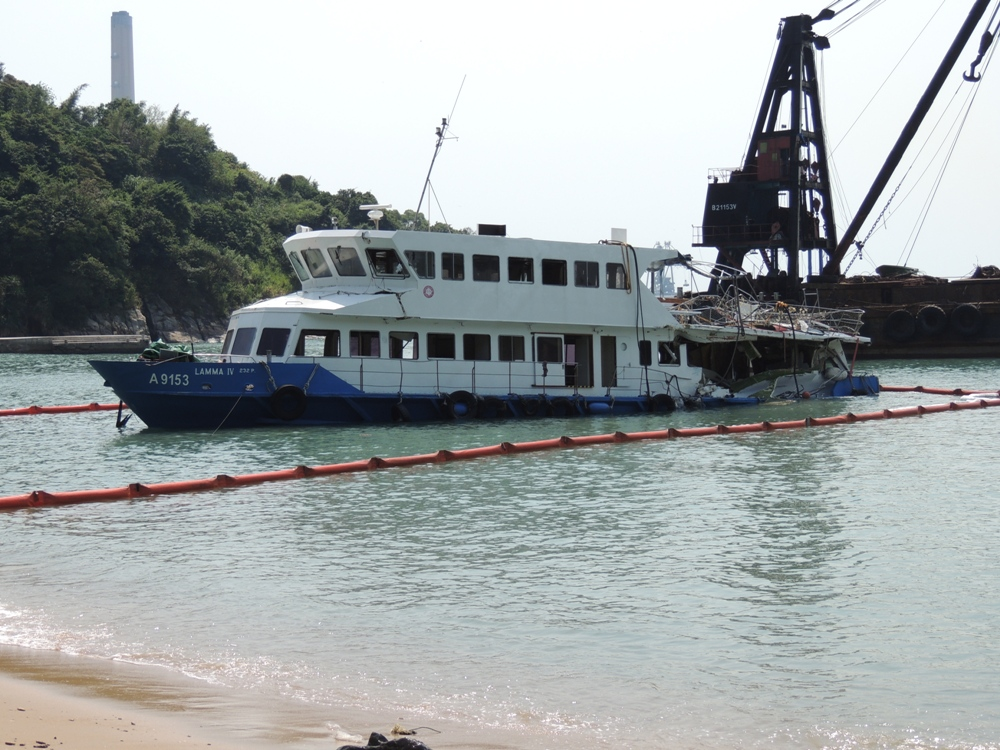
Lamma IV

Vụ đắm phà Nam Nha năm 2012 xảy ra vào ngày 1 tháng 10 năm 2012 ở ngoài khơi Hồng Kông, gần đảo Nam Nha, Hồng Kông khi tàu chở khách đâm vào phà. Vụ đắm phà diễn ra vào lúc 20:20 giờ Hồng Kông, nửa tiếng trước khi bắt đầu bắn pháo hoa kỷ niệm Quốc khánh Cộng hòa nhân dân Trung Hoa. Trên tàu chở khách có 127 người, vụ đắm phà khiến 39 người thiệt mạng và 92 người bị thương. Đây là tai nạn hàng hải nghiêm trọng nhất ở Hồng Kông kể từ năm 1971.

## Diễn biến
Chiếc phà Lamma IV chìm một nửa dưới nước với mũi phà hướng lên trên theo góc 90 độ. Lực lượng cứu hộ đã vớt được 123 người, nhưng nhiều người trong số họ đã chết. 

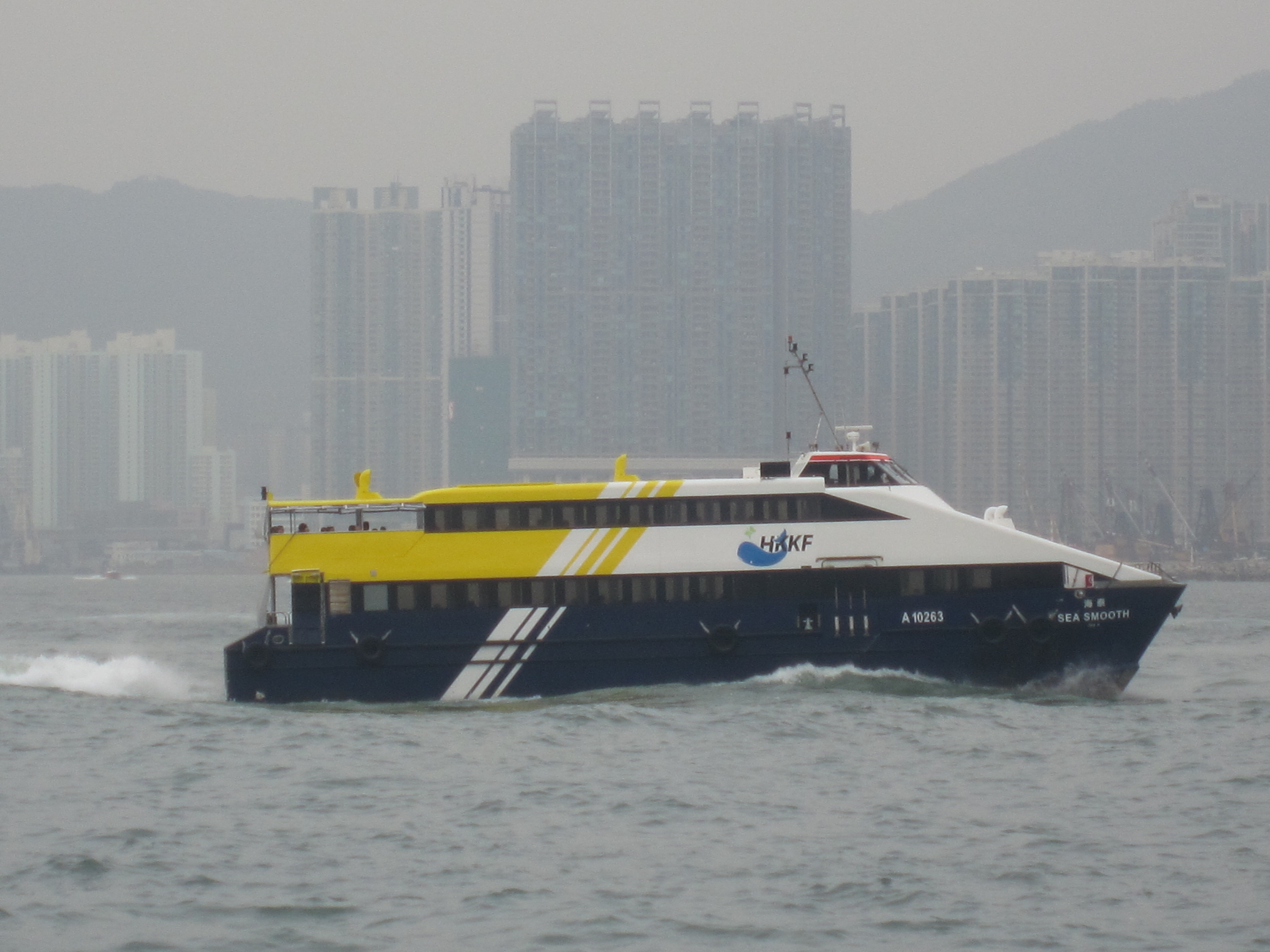
Sea Smooth năm 2010

Vụ đắm phà xảy ra do hai chiếc phà chở khách đâm vào nhau. Chiếc phà bị chìm Lamma IV thuộc sở hữu của công ty Power Assets Holdings Ltd, đang chở 124 hành khách và thủy thủ đến xem bắn pháo hoa ở cảng Hồng Kông và bị đâm ngang, phà Lamma IV chìm một nửa dưới nước với mũi phà hướng lên trên theo góc 90 độ. Chiếc phà này có công suất thiết kế là 200 hành khách và có đầy đủ trang thiết bị cứu sinh trên tàu. Chiếc phà thứ hai Sea Smooth, thuộc công ty Hong Kong & Kowloon Ferry Holdings Ltd, chở 100 hành khách và chỉ có vài hành khách bị thương nhẹ sau vụ tại nạn, chiếc phà này không bị hư hại nghiêm trọng và tiếp tục hành trình sau vụ tai nạn. Một số hành khách ở phà chìm không biết bơi và một số hành khách bị chấn thương sau khi hai phà đụng nhau vì vậy họ không thể thoát khỏi con tàu. Các nhân viên cứu hộ đã vớt được 123 người. Hơn 100 hành khách được đưa đến năm bệnh viện, trong đó có 9 hành khách trong tình trạng trọng thương.